# 251619 Ravenna
251619 Ravenna è un asteroide della fascia principale. Scoperto nel 2009, presenta un'orbita caratterizzata da un semiasse maggiore pari a 2,6087555 au e da un'eccentricità di 0,1062304, inclinata di 14,33427° rispetto all'eclittica.